# Ruellia dequairei
Ruellia dequairei är en akantusväxtart som beskrevs av Raymond Benoist. Ruellia dequairei ingår i släktet Ruellia och familjen akantusväxter. Inga underarter finns listade i Catalogue of Life.